# Sungai Tinkayu
Der Tinkayu (mal. Sungai Tinkayu) oder Tinkayu River ist ein Fluss im malaysischen Bundesstaat Sabah auf Borneo. Er entspringt südlich des Gunung Ambun im Landesinneren von Sabah und mündet in die Darvel Bay. Der Tinkayu mit seinen Nebenflüssen bildet das Flusssystem „Sungai Tinkayu“.